# Ryōma Kita
Ryōma Kita (japanisch 北 龍磨 Kita Ryōma; * 16. April 1998 in der Präfektur Kyōto) ist ein japanischer Fußballspieler.

## Karriere
Ryōma Kita erlernte das Fußballspielen in der Schulmannschaft der Kokoku High School sowie in der Universitätsmannschaft der Kanto Gakuin University. Seinen ersten Profivertrag unterschrieb er am 1. Februar 2021 bei Azul Claro Numazu. Der Verein aus Numazu, einer Hafenstadt in der Präfektur Shizuoka auf Honshū, spielte in der dritten japanischen Liga, der J3 League. Sein Drittligadebüt gab Ryōma Kita am 21. März 2021 (2. Spieltag) im Heimspiel gegen den FC Imabari. Hier wurde er in der 76. Minute für Kazuki Kijima eingewechselt. Bei Numanzu stand er zwei Spielzeiten unter Vertrag. Für den Klub bestritt er 47 Drittligaspiele. Zu Beginn der Saison 2023 wechselte er zum ebenfalls in der dritten Liga spielenden FC Gifu.